# Верхнесидорово
Верхнесидорово — деревня в Ярковском районе Тюменской области России. Входит в Плехановское сельское поселение. Административный центр Верхнесидоровского сельсовета, упразднённого в 1970 году.

## География
Деревня расположена на западе Тюменской области, в пределах Западно-Сибирской низменности, в подтаёжной зоне на берегу реки Тавда, возле впадения в неё речки Липовки. 
Ближайшие населённые пункты — на западе деревня Бугинка, на востоке примерно в 7 км — село Плеханово.
Раньше с запада к деревне примыкала сибиро-татарская деревня Утяшевские (Утяшево). Утяшевские юрты ранее входили в состав Калымской волости. В конце XX века деревня Утяшево была присоединена к Верхнесидорово.
Рядом располагалась деревня Нижнесидорово (ниже по течению реки), но в 1990-х годах из-за смены политического курса в стране обезлюдело. Оставшиеся дома были перенесены в Верхнесидорово. Также была ликвидирована деревня Чернояр (Черноярка) на западе от деревни, бывший центр Черноярского сельсовета.
Примерно в 14 км на восток от деревни располагается железнодорожная станция Усть-Тавда.

### Климат
Климат континентальный с холодной продолжительной зимой и тёплым относительно коротким летом. Средняя температура воздуха самого холодного месяца (января) — −19 °C (абсолютный минимум — −53 °C); самого тёплого месяца (июля) — 18 °C (абсолютный максимум — 34 °С). Продолжительность периода с устойчивыми морозами около 140 дней. Среднегодовое количество атмосферных осадков составляет 400—450 мм, из которых 310 мм выпадает в тёплый период. Продолжительность залегания снежного покрова составляет в среднем 160 дней.

## История
Сидорово отмечено на карте С. У. Ремезова, датированной 1701 годом. Население 340 человек.
До упразднения уездно-губернского деления входило в состав Еланской волости Тюменского уезда Тобольской губернии.
12 ноября 1923 года после расформирования Еланской волости деревня входит в состав образованного Иевлевского района Тюменского округа Уральской области. Деревня входит в состав образованного Черноярского сельсовета.
17 июня 1925 года вошла в состав образованного Ярковского района и становится центром Верхнесидоровского сельсовета.
С 1937 по 1960 год деревня входила в состав Байкаловского района.
В 1970—1990-х годах к Верхнесидорово присоединена деревня Утяшево.

## Население
| 2010 |
| ---- |
| 166  |

Согласно результатам переписи 2002 года население деревни составлило 210 человек. Из них русские — 65 %, татары — 33 %.

## Инфраструктура
Личное подсобное хозяйство с зоной сельскохозяйственного использования, индивидуальная застройка усадебного типа.
Основа экономики — сельское хозяйство.
В деревне функционирует фельдшерско-акушерский пункт.

## Памятные места, достопримечательности
В деревне располагается обелиск павшим во время Гражданской войны за власть Советов.

## Транспорт
Автобусное сообщение с райцентром. Остановка общественного транспорта «Верхнесидорово».